# Sterben
Sterben ist das Erlöschen der Organfunktionen eines Lebewesens, das zu seinem Tod führt. Der Beginn des Sterbens ist nicht eindeutig bestimmbar. Das Ende eines Sterbevorgangs oder Sterbeprozesses wird mit dem Todeseintritt eingegrenzt, wobei auch dieser aufgrund der fehlenden einheitlichen Definition keinem genauen Zeitpunkt zugeordnet werden kann. Das Verb dazu lautet sterben (in gehobenem, feierlichem Stil auch versterben).

## Etymologie
Sterben von althochdeutsch stërban geht auf die westgermanische Wurzel *sterb- zurück. Die Ausgangsbedeutung ist ‚starr, steif werden, erstarren‘, wie das altnordische stjarfi ‚Starrkrampf‘ zeigt; lateinisch nach geschwundenem Anlaut-S torpēre „steif sein“, „betäubt sein“. Das Wort gehört in weiterer Folge zur großen Wortgruppe um starr (Storch, Störr, Sterz usw.).

## Anzeichen der letzten Lebensphasen
Der Sterbeprozess eines Menschen verläuft je nach Ursache in unterschiedlicher Geschwindigkeit. Die Bundesärztekammer definiert Sterbende als „Kranke oder Verletzte mit irreversiblem Versagen einer oder mehrerer vitaler Funktionen, bei denen der Eintritt des Todes in kurzer Zeit zu erwarten ist“. Als vitale Funktionen gelten vor allem die des Herz-Kreislauf-Systems, der Atmung und des Zentralnervensystems. Funktionsausfälle in diesen Bereichen führen ohne medizinisches Eingreifen zum Tod. Die Zeitspanne der Agonie kann Sekunden bis Stunden betragen. Entscheidend für die Dauer ist, ob ein akutes Ereignis oder ein chronischer Verlauf zum Versagen lebenswichtiger Organe führt.
Die im Folgenden beschriebenen Phasen sind vor allem bei Menschen zu beobachten, die nicht unmittelbar durch ein akutes Ereignis, sondern über einen längeren Zeitraum hinweg infolge einer Krankheit oder nachhaltigen Schädigung sterben. In der Medizin werden dabei die Bezeichnungen Präterminal-, Terminal- und Finalphase verwendet, wobei bisher keine einheitlichen Definitionen festgelegt worden sind. Diese Phasen verlaufen nicht unbedingt linear. Sie sind daher nur als grobe Einteilung zu betrachten, insbesondere die zeitlichen Angaben unterliegen erheblichen Schwankungen, die der Erkrankung und den individuellen Gegebenheiten geschuldet sind. In jeder Phase kann sich der Zustand des Kranken stabilisieren, oder es tritt unvermittelt, beispielsweise während einer Remission, die Finalphase ein. In der Medizin werden neben dieser Phaseneinteilung der Karnofsky-Index oder ECOG-Score verwendet, um den Krankheitsfortschritt einschätzen und eine Prognose stellen zu können.

### Präterminalphase

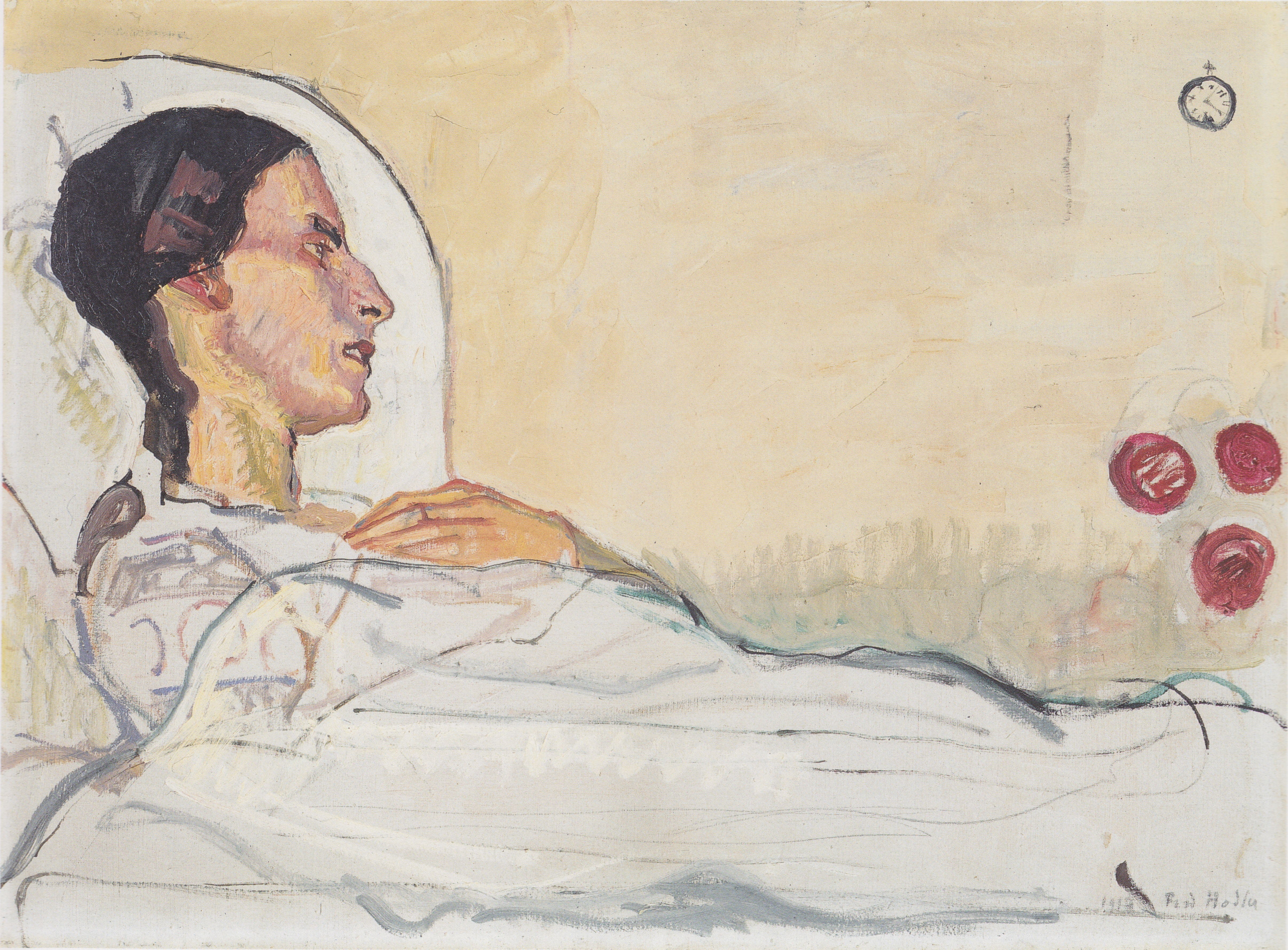
Die schwer erkrankte Valentine Godé-Darel, ein halbes Jahr vor ihrem Tod. Gemälde von Ferdinand Hodler, Juni 1914

Wochen bis Monate vor dem Tod befindet sich der Sterbende in der Präterminalphase: Es zeigen sich schon deutliche Symptome, die das aktive Leben einschränken, beispielsweise eine erhebliche Abmagerung. Die zunehmende Schwäche und Müdigkeit wird unter anderem am gesteigerten Ruhebedürfnis deutlich. Alltägliche Verrichtungen fallen schwerer und dauern länger, für manche Tätigkeiten wird Unterstützung benötigt. Der entsprechende ECOG-Score 2–3 bedeutet, dass eventuelle Chemotherapien in dieser Phase beendet werden. Der Schwerpunkt medizinischer Behandlung wird auf die Kontrolle möglicher Krankheitsbeschwerden gelegt.

### Terminalphase
In der anschließenden Terminalphase, die wenige Tage bis mehrere Wochen andauern kann, führt der fortschreitende körperliche Verfall oft zu eingeschränkter Mobilität bis hin zur Bettlägerigkeit. Häufig geht die Kontrolle über Urin- und Stuhlausscheidung verloren, in selteneren Fällen kommt es zur Harnverhaltung. Der Schwerkranke ist zunehmend auf Betreuung und Pflege durch andere angewiesen. Während dieser Phase können neue Symptome wie beispielsweise Angst, Atemnot, Übelkeit und Verstopfung bis hin zur Koprostase oder Miserere, aber auch Durchfälle auftreten. Der jetzt immer deutlicher Sterbende kann sich nicht mehr gut konzentrieren, interessiert sich kaum noch für seine Umgebung, Essen und Trinken werden nebensächlich: Appetitlosigkeit gilt in dieser Phase als normal. Neurologische Veränderungen können Unruhe und Verwirrtheit auslösen und Anzeichen eines Deliriums sein, das auf ein irreversibles Organversagen hinweisen kann und dessen Prävalenz bei bis zu 88 Prozent liegt.
Bei einer Alzheimer-Demenz kann diese Phase länger dauern.

### Finalphase

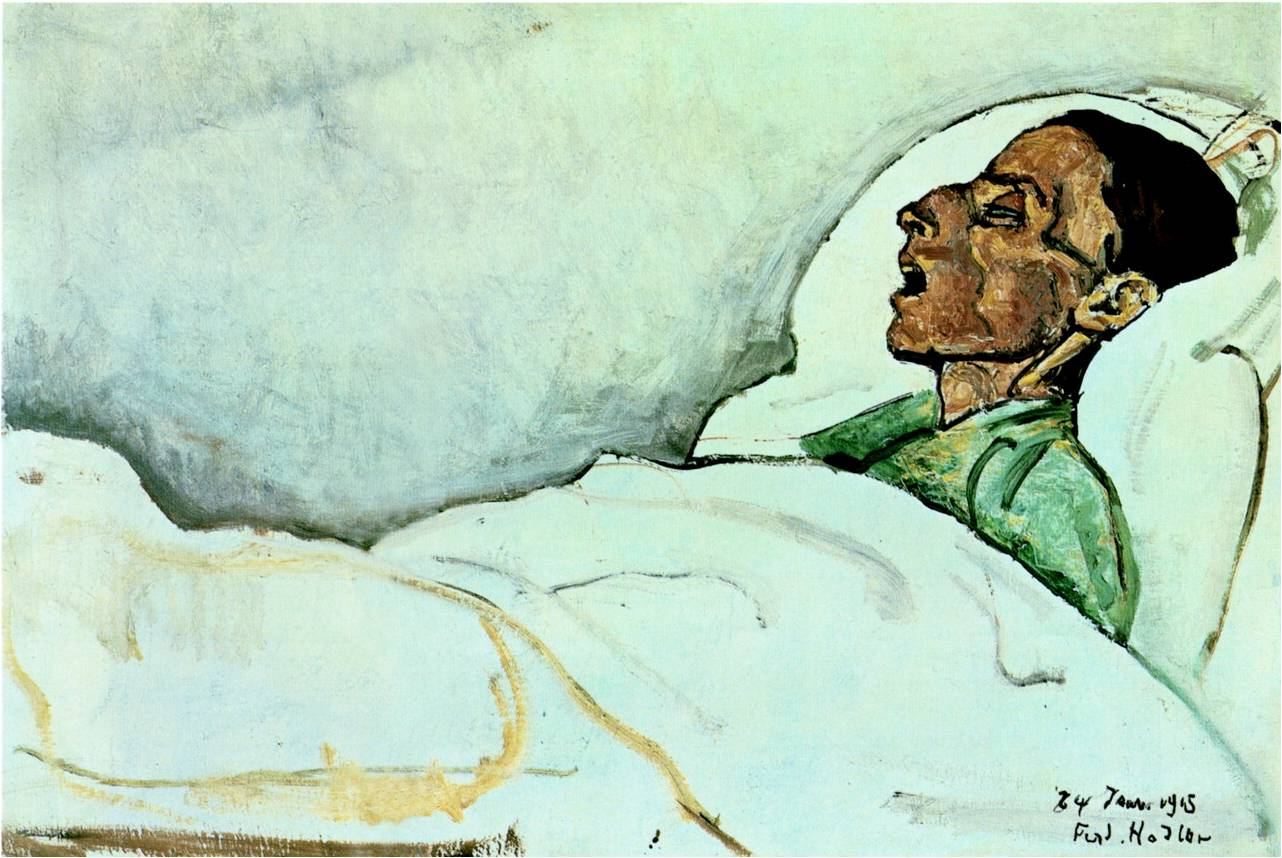
Valentine Godé-Darel am Tag vor ihrem Tod (Gemälde von Ferdinand Hodler, Januar 1915)

Die Finalphase in den letzten Tagen bzw. Stunden vor dem Tod ist gekennzeichnet vom endgültigen Versagen einzelner Organe wie Leber, Niere und Lunge oder des zentralen Nervensystems. Das langsame Erlöschen der Organfunktionen äußert sich in zunehmender Müdigkeit, Teilnahmslosigkeit, Schläfrigkeit, Appetitlosigkeit und fehlendem Hungergefühl. Sterbende verringern nach und nach die Nahrungsaufnahme und stellen sie häufig ganz ein. Eine künstliche Ernährung oder Flüssigkeitszufuhr stellt jetzt eine Belastung für den Körper dar. Das Durstgefühl bleibt länger bestehen, ist aber oft schon mit geringen Flüssigkeitsmengen zu stillen, bis auch das Verlangen nach Trinken vollständig erlischt.
Die Durchblutung der Extremitäten nimmt ab, was an Verfärbungen der Körperunterseite, marmorierten Beinen sowie kalten Händen und Füßen erkennbar wird. Manche Sterbende dagegen neigen eher zu starkem Schwitzen. Der Puls wird schwächer und der Blutdruck fällt ab. Viele Sterbende haben eine fahle bis graue Gesichtsfarbe, da der Kreislauf nicht mehr aufrechterhalten wird. 
Die Urinausscheidung verringert sich, da die Nierenfunktion nachlässt. Da die Nieren und die Leber ihre Entgiftungsfunktion nur noch unzureichend erfüllen, sammeln sich Schadstoffe im Blut, die damit ins Gehirn gelangen. Dort führen diese Stoffe zu Wahrnehmungs- und Bewusstseinsstörungen. Die Umgebung wird nicht mehr oder nur noch eingeschränkt wahrgenommen. Die zeitliche, örtliche und situative Orientierung kann verloren gehen, daneben treten möglicherweise akustische und optische Halluzinationen oder motorische Unruhe auf. Die zunehmende Bewusstseinseintrübung mündet zuletzt oft in einen komatösen Zustand, vor allem wenn Nieren und Leber vollständig versagen.
Oft atmen Sterbende durch den Mund. Bei der Atmung treten häufig Veränderungen auf: Die Atemfrequenz ist niedriger, die Atemzüge erscheinen oberflächlich und erschwert, da sie sich vertiefen, um dann wieder abzuflachen und zeitweise ganz auszusetzen, wie bei der Cheyne-Stokes-Atmung. Gehen die Atemzüge mit ungewöhnlichen Geräuschen einher, handelt es sich möglicherweise um Rasselatmung. Kurz vor dem endgültigen Atemstillstand ist häufig eine Schnappatmung zu beobachten.
Bleiche, graue, wächsern erscheinende Haut und die Facies hippocratica mit einem ausgeprägten Mund-Nasen-Dreieck weisen auf das Herannahen des Todes hin. Ein bleiches Mund-Nasen-Dreieck bei Sterbenden wird auch als Todesdreieck bezeichnet. Steht das Herz endgültig still, endet die Sauerstoffversorgung sämtlicher Organe. Nach etwa acht bis zehn Minuten setzen die Gehirnfunktionen aus, damit ist der Hirntod eingetreten.
Nach Herzstillstand und Hirntod beginnt die Zersetzung des Körpers. Durch die fehlenden Teile des Stoffwechsels, das heißt den ausbleibenden Transport von Sauerstoff und Nährstoffen, sterben die Zellen ab. Den Anfang machen dabei Gehirnzellen (Neuronen). Zehn bis zwanzig Minuten nach dem Hirntod sterben viele Zellen des Herzgewebes ab. Dann folgt der Tod der Leber- und der Lungenzellen. Erst ein bis zwei Stunden später stellen auch die Zellen der Nieren ihre Funktion ein. Biologisch ist das Sterben der Verlust von immer mehr Organfunktionen.

## Sterben als biologische Kettenreaktion
Wenn alle Lebensfunktionen eines Organismus endgültig stillstehen, ist der Tod eingetreten. Nach medizinischen Kriterien ist dies ein Vorgang, der in mehreren Stufen abläuft: In der Phase der Vita reducta ist noch Herz- und Atemtätigkeit vorhanden, während sie in der Vita minima nicht mehr festzustellen ist. Ein Mensch, der sich in diesem Zustand befindet, kann unter Umständen durch Herzdruckmassage und Beatmung wiederbelebt (reanimiert) werden. Damit gehört auch die Vita minima noch zur vitalen Phase. Die synonym verwendete Bezeichnung klinischer Tod und auch der Begriff Wiederbelebung erscheinen, da der Tod definitionsgemäß irreversibel ist, problematisch.
Schlägt eine Reanimation fehl, erleidet zuerst das Gehirn durch die fehlende Durchblutung irreparable Schäden. Sein besonders aktiver Stoffwechsel und seine geringe Kapazität, Energie zu speichern, machen dieses Organ stark anfällig für jegliche Unterbrechung der Sauerstoff- und Nährstoffzufuhr. Der Eintritt des Hirntods gilt heute als Todeszeitpunkt. Mit ihm versiegt auch die elektrische Aktivität des Gehirns – Wahrnehmung, Bewusstsein und die zentralnervöse Steuerung elementarer Lebensfunktionen fallen für immer aus. Eine besondere Bedeutung hat dabei der Hirnstamm, der aus dem Mittelhirn, der Brücke und dem verlängerten Mark besteht. Selbst wenn andere Bereiche des Gehirns bereits zerstört sind, können die Zentren des Hirnstammes den Patienten in einem vegetativen Zustand am Leben erhalten: Er kann atmen und schlucken oder bei Schmerzen das Gesicht verziehen, aber seine Wahrnehmungen nicht mehr verarbeiten.
Für jedes einzelne Organ gibt es einen individuellen Zeitraum, in dem bei nachlassender Funktionsfähigkeit ein Weiterleben möglich wäre (siehe Organspende), wenn die Versorgung mit Nährstoffen und Sauerstoff wieder aufgenommen werden würde. Nach Ablauf dieser Zeitspanne ist das nicht mehr möglich und das Organ stirbt endgültig ab. Die genaue Bestimmung des jeweiligen Ablaufs dieser Zeit ist von außen unter Umständen nicht möglich bzw. aufwändig.

## Psychische Anpassungsvorgänge
Spätestens dann, wenn ein Mensch erkennt, dass sein Leben durch eine todbringende Krankheit bedroht ist, setzt er sich damit und mit seinem bevorstehenden Ende auseinander. Diese Auseinandersetzung wurde und wird in Tagebüchern, Autobiografien, Krankenberichten, Romanen und auch in der Lyrik beschrieben. Seit der Mitte des 20. Jahrhunderts wird der „Kampf“ gegen den Tod anhand empirischer Daten und Feldstudien sozialwissenschaftlich erforscht. Die entwickelten Theorien und Modelle sollen vor allem den Helfern bei der Begleitung todkranker Menschen dienen.
In den Sterbetheorien werden sowohl psychosoziale Aspekte des Sterbens als auch Modelle für den Ablauf des Sterbens beschrieben. Besonders herausgestellte psychosoziale Aspekte sind: Total Pain (C. Saunders), Akzeptanz (J. Hinton, E. Kübler-Ross), Bewusstheit/Unsicherheit (B. Glaser, A. Strauß), Antwort auf die Herausforderungen (E. S. Shneidman), Angemessenheit (A. D. Weisman), Autonomie (H. C. Müller-Busch), Angst (R. Kastenbaum, G. D. Borasio) und Ambivalenz (E. Engelke).

### Phasen- und Stufenmodelle
Für den Verlauf des Sterbens aus psychologischer und psychosozialer Sicht sind Phasen- und Stufenmodelle verbreitet. Es werden zwischen drei und zwölf Phasen, die ein Sterbender durchlebt bzw. durchleben muss, unterschieden. Ein jüngeres Phasenmodell, das Illness Constellation Model, wurde 1991 veröffentlicht und erschien zehn Jahre später in einer weiterentwickelten Version. Den Phasen zugeordnet werden Schock, Benommenheit und Unsicherheit bei den ersten Symptomen und der Diagnose; wechselnde Gefühlslagen und Gedanken, Bemühen um den Erhalt der Kontrolle über das eigene Leben; Rückzug, Trauer über verlorengegangene Fähigkeiten und Leiden am bevorstehenden Verlust der eigenen Existenz; zuletzt psycho-physischer Verfall.
Am bekanntesten ist das Phasenmodell von Elisabeth Kübler-Ross, einer schweizerisch-US-amerikanischen Psychiaterin. Kübler-Ross fasste in ihren Arbeiten verschiedene Erkenntnisse der schon länger bestehenden Sterbeforschung zusammen, die schon von John Hinton, Cicely Saunders, Barney G. Glaser und Anselm L. Strauss und anderen veröffentlicht worden waren. Somit ist sie nicht die Begründerin der Sterbeforschung, aber sie verschaffte der Thematik eine deutlich größere und bis heute anhaltende öffentliche Aufmerksamkeit, als es bis dahin der Fall war. Vor allem befasste sie sich mit dem Umgang mit Sterbenden, mit Trauer und Trauerarbeit sowie mit Studien über den Tod und Nahtoderfahrungen. Nach Kübler-Ross ist in jeder der fünf Phasen („Nicht-wahrhaben-wollen und Isolierung – Zorn – Verhandeln – Depression – Zustimmung“) fast immer Hoffnung vorhanden, die die Patienten niemals ganz aufgeben. Die Hoffnung darf ihnen nicht genommen werden. Auf den Verlust der Hoffnung folgt bald der Tod. Die Angst vor dem Sterben kann nur dadurch überwunden werden, indem jeder bei sich selbst anfängt und seinen eigenen Tod akzeptiert.
Durch ihre Arbeit setzte die Psychiaterin neue Impulse zum Umgang mit sterbenden und trauernden Menschen. Ihre Kernbotschaft dabei war, dass die Helfenden zuerst ihre eigenen Ängste und Lebensprobleme („unerledigte Geschäfte“) so weit wie möglich klären und ihr eigenes Sterben akzeptieren müssen, ehe sie sich Sterbenden hilfreich zuwenden können.
Die von Kübler-Ross aus Interviews mit Todkranken extrahierten fünf Phasen des Sterbens beschreiben psychische Anpassungsvorgänge im Sterbeprozess und sind weit verbreitet, obgleich Kübler-Ross selbst die Validität ihres Phasenmodells mehrfach kritisch hinterfragt: Die Phasen laufen nicht in einer festgelegten Reihenfolge nacheinander ab, sondern wechselnd oder sie wiederholen sich; manche Phase wird unter Umständen gar nicht durchlaufen, eine letztendliche Akzeptanz des eigenen Sterbens findet nicht in jedem Fall statt. In der Sterbebegleitung wird der psychischen Auseinandersetzung Raum gegeben, das Bewältigen der Phasen selbst ist aber von außen kaum zu beeinflussen.
In der internationalen Sterbeforschung werden gravierende wissenschaftlich fundierte Einwände gegen das Phasenmodell und generell gegen Modelle, die das Sterben mit gestuften Verhaltensweisen beschreiben, angeführt. Kritisch gesehen wird vor allem der naive Umgang mit dem Phasenmodell. Selbst in Fachbüchern wird die Hoffnung, für Kübler-Ross ein zentraler Aspekt des Phasenmodells, nicht erwähnt.

### Einflussfaktoren
Die wissenschaftlich begründete Kritik an Phasenmodellen hat dazu geführt, auf Festlegungen des Sterbeablaufs in Stufen zu verzichten und stattdessen Faktoren herauszuarbeiten, die den Verlauf des Sterbens beeinflussen. Auf der Grundlage von Forschungsergebnissen aus mehreren Wissenschaften sagt Robert J. Kastenbaum: „Individualität und Universalität verbinden sich beim Sterben.“ Individuelle und gesellschaftliche Einstellungen beeinflussen unser Sterben und wie wir mit dem Wissen um Sterben und Tod umgehen. Einflussfaktoren sind dabei das Alter, das Geschlecht, die zwischenmenschlichen Beziehungen, die Art der Erkrankung, die Umgebung, in der die Behandlung stattfindet, sowie Religion und Kultur. Das Modell ist die persönliche Wirklichkeit des Sterbenden. Angst, Weigerung und Akzeptanz bilden den Kern der Auseinandersetzung Sterbender mit dem Tod.
Den Ansatz von Kastenbaum hat Ernst Engelke aufgenommen und mit der These weitergeführt: „So, wie das Leben eines jeden Menschen einzigartig ist, ist auch sein Sterben einzigartig. Dennoch gibt es Übereinstimmungen im Sterben aller Menschen. Danach ist allen Sterbenskranken gemeinsam, dass sie mit Erkenntnissen, Aufgaben und Einschränkungen, die für das Sterben typisch sind, konfrontiert werden.“ Typisch ist zum Beispiel die Erkenntnis, dass das Leben durch die Krankheit bedroht ist. Typische Aufgaben ergeben sich aus den typischen Erkenntnissen, darüber hinaus aus dem Verlauf der Erkrankung, der Therapien und ihrer Nebenwirkungen. Typische Einschränkungen resultieren aus der Erkrankung, den Therapien und den Nebenwirkungen. Das Persönliche und Einzigartige entsteht durch das Zusammenspiel vieler Faktoren beim Bewältigen der Erkenntnisse, Aufgaben und Einschränkungen. Wichtige Faktoren sind die genetische Ausstattung, die Persönlichkeit, die Lebensgeschichte, die körperlichen, psychischen, sozialen, finanziellen, religiösen und spirituellen Ressourcen, die Art, der Grad und die Dauer der Erkrankung sowie die Folgen und Nebenwirkungen der Behandlung, die Qualität der ärztlichen Behandlung und der Pflege, die materiellen Rahmenbedingungen (Ausstattung der Wohnung, der Klinik, des Heimes) sowie die Erwartungen, die Normen und das Verhalten der Angehörigen, Pflegenden, Ärzte und der Öffentlichkeit. Aus der Komplexität des Sterbens und der Einzigartigkeit eines jeden Sterbenden sind nach Engelke auch die Regeln für die Kommunikation mit Sterbenden abzuleiten.

### Awareness
Mit der Frage, ob es ethisch zu vertreten sei, sterbenskranken Patienten die infauste Diagnose zu verschweigen, beschäftigen sich nicht nur Mediziner und Angehörige. Die Soziologen Barney G. Glaser und Anselm Strauss veröffentlichten 1965 die Ergebnisse empirischer Studien, aus denen sie vier verschiedene Arten der Awareness sterbender Patienten ableiteten: Bei geschlossener Bewusstheit erkennen nur Angehörige, Pflegepersonen und Mediziner den Zustand des Patienten, er selbst erkennt sein Sterben nicht. Wenn der Patient das vermutet, was sein Umfeld weiß, aber er nicht aufgeklärt wird, handelt es sich um argwöhnische Bewusstheit. Bei der wechselseitigen Täuschung wissen alle Beteiligten um das Sterben, verhalten sich aber, als wüssten sie es nicht. Verhalten sich alle Beteiligten entsprechend ihrem Wissen, ist es offene Bewusstheit.
Vor allem die Hospizbewegung hat sich seitdem für einen offenen, wahrhaftigen Umgang starkgemacht. Die Situation wird für alle Beteiligten nicht einfacher, wenn schwierige Gespräche vermieden werden, eher verschärft sie sich und führt möglicherweise zu einem gestörten Vertrauensverhältnis, was eine weitere Behandlung erschwert oder unmöglich macht.

## Lebensbilanz
Sterbende blicken auf ihr Leben zurück. Der nahe Tod kann dazu veranlassen, sich Rechenschaft über ihr Leben zu geben und den eigenen Lebensentwurf kritisch mit dem gelebten und ungelebten Leben zu vergleichen, was erreicht und was versäumt, was gelungen oder was anders hätte gemacht werden sollen. Soll und Haben, Negatives und Positives werden häufig aufgerechnet und einander gegenübergestellt.
Unterschieden wird zwischen der erlebten und der erzählten Lebensbilanz. Die verbalisierte Lebensbilanz kann beschönigt werden, die erlebte dagegen nicht. Manche Sterbenskranke erzählen bereitwillig und ausführlich aus ihrem Leben. Andere fassen das Resümee ihres Lebens in einem Satz zusammen. An „Schönes“ wird gern gedacht. „Versäumtes“ wird bedauert.
Die australische Sterbebegleiterin Bronnie Ware veröffentlichte 2011 einen Erfahrungsbericht darüber, was Menschen im Angesicht des Todes am meisten bedauern. An erster Stelle steht der Wunsch, „den Mut gehabt zu haben, mein eigenes Leben zu leben.“ Viele beklagten, zu oft Erwartungen anderer entsprochen zu haben, statt ihren eigenen Wünschen nachgegangen zu sein: „Warum habe ich nicht das getan, was ich wollte?“ Vor allem Männer bedauerten in ihren letzten Tagen und Stunden, zu viel ihrer Lebenszeit in der „Tretmühle des Arbeitslebens“ verbracht und sich zu wenig um Kinder, Partner und Freunde gekümmert zu haben. Das dritte Reuemotiv: „Ich wünschte, ich hätte den Mut gehabt, meine Gefühle zu zeigen.“ Das vierte Bedauern: „Ich wünschte, ich wäre mit meinen Freunden in Verbindung geblieben.“ Und das fünfte Motiv: „Ich wünschte, ich hätte mir erlaubt, mir mehr Freude zu gönnen und glücklicher zu sein.“
Viele Menschen merken laut Ware erst am Ende ihres Lebens, dass man sich bewusst für Glück und Freude entscheiden kann. Viele hingen aber in fest gefügten Verhaltensweisen fest und hätten Dinge wie Lachen oder Albernsein vergessen oder verlernt. Die Mehrheit der Menschen hänge in Alltag, Familienpflichten, Geldverdienen und anderen äußeren Umständen fest.
Die Lebensrückblickstherapie ist eine Kurzzeit-Psychotherapie, in der Patienten angeleitet werden, sich an bedeutsame positive und negative Ereignisse ihres gesamten Lebens zu erinnern und sie wiederzuerleben. Ziele sind Bilanzierung, Integrierung und Sinnfindung des gelebten Lebens sowie ggf. Neubewertung einzelner Ereignisse. Der Patient soll seine Biografie annehmen können.
Die Würdetherapie ist eine psychotherapeutische Kurzintervention für Kranke im terminalen Stadium mit dem Ziel, spirituelle, existenzielle oder psychosoziale Belastungen zu vermindern und ihr Empfinden von Würde zu stärken.
Zu den christlichen Ritualen am Lebensende zählt die Lebensbeichte. Der Sterbende schaut mit einem Seelsorger auf sein Leben zurück. Belastende Erlebnisse werden besprochen und es wird nach Wegen der Versöhnung mit sich selbst, mit anderen und am Ende auch mit Gott gesucht.

## Orte des Sterbens
Immer wieder wird behauptet, dass „früher die meisten Menschen zu Hause“ starben. Dabei wird nicht näher definiert, welcher Zeitraum mit „früher“ und welcher Ort mit „zu Hause“ gemeint ist; auch deshalb fehlen für diese allgemeine Aussage hinreichende Belege. Historischen Analysen zufolge entwickelte sich das Sterben in Mitteleuropa seit dem späten Mittelalter von einem häuslichen zu einem institutionalisierten Ereignis, das weitgehend außerhalb des sozialen Umfeldes stattfindet.
Da die Erhebung entsprechender Daten in den meisten Ländern bisher nicht oder nicht geregelt und einheitlich erfolgt, können keine konkreten Zahlen zur Frage nach Sterbeorten herangezogen werden. In Deutschland ist die Datenlage in Hinblick auf unter anderem Alter, Geschlecht und Todesursache sehr präzise, der Sterbeort dagegen wird statistisch nur zum Teil erfasst. Im Jahr 2015 sind in Deutschland 925.200 Menschen verstorben. Vom Bundesamt für Statistik werden nur die Sterbefälle in Krankenhäusern erfasst; das waren 428.152 Sterbefälle im Jahr 2015, was 46,2 % entspricht. Zwischen 5 und 8 % davon sind (geschätzt) auf einer Palliativstation, einer speziellen Abteilung für unheilbar Schwerkranke, verstorben. Alle übrigen Angaben zu Sterbeorten sind Schätzungen, denn in Deutschland wird der Sterbeort nicht auf der Todesbescheinigung eingetragen. Die Angaben variieren. 384.565 Patienten sind aus einem Krankenhaus in ein Pflegeheim verlegt worden.
In Heimeinrichtungen wie Betreutes Wohnen, Alten- und Pflegeheimen geht es um eine Wohnform am Lebensende unter möglichst weitgehender Beibehaltung des bisherigen Lebensstils mit den gewohnten Aktivitäten des täglichen Lebens, die aber durch den unterschiedlich hohen Verlust von Fähigkeiten in diesen Bereichen gekennzeichnet sein kann. In diesen Institutionen, die manche ihrer Bewohner durchaus als ihr Zuhause betrachten, geschehen etwa 25 bis 30 Prozent aller Todesfälle.
Stationäre Hospize sind spezielle Einrichtungen für Personen, die an einer tödlichen Krankheit im Endstadium leiden und deren medizinische Versorgung und Pflege in der häuslichen Umgebung oder im Pflegeheim aufgrund schwerwiegender Begleiterscheinungen nicht ausreichend gewährleistet, aber eine Krankenhausbehandlung nicht (mehr) erforderlich ist. Hier finden etwa 1 bis 2 Prozent der Gesamttodesfälle statt.
In der eigenen Wohnung oder der von pflegenden Angehörigen sind zwischen 10 und 20 Prozent, an sonstigen Orten zwischen 3 und 7 Prozent aller Sterbefälle eines Jahres verstorben.
Ein europäischer Vergleich der Sterbeorte zeigt, dass auch in Dänemark, England, Wales, Frankreich, den Niederlanden, Norwegen, Österreich und der Schweiz die meisten Menschen (70 bis 80 %) in Institutionen sterben. Für Ledige, chronisch Kranke und Krebspatienten ist es wahrscheinlicher, in einer Institution zu sterben, als für Verheiratete oder Bewohner ländlicher Gebiete.
Die repräsentative Bevölkerungsbefragung „Sterben in Deutschland – Wissen und Einstellungen zum Sterben“ des Deutschen Hospiz- und Palliativverbands von 2012 hat ergeben, dass 66 Prozent der Befragten zu Hause sterben möchten. 18 Prozent der Teilnehmer sagen, dass sie in einer Einrichtung zur Betreuung schwerstkranker und sterbender Menschen sterben wollen. 90 % der Befragten und immerhin 76 % der allein lebenden Menschen haben geantwortet, dass sich jemand aus ihrer Familie, ihrem Freundeskreis oder aus der Nachbarschaft um sie kümmert, wenn sie krank sind. 72 % aller Befragten sowie 66 % der 60-jährigen und älteren Befragten gehen davon aus, dass sich jemand aus Familie, Freundeskreis oder Nachbarschaft um sie kümmern wird, wenn Pflegebedürftigkeit vorliegt.
Durch die gesellschaftlichen Veränderungen und den Fortschritt des Rettungswesens ist das Sterben in der gewohnten häuslichen Umgebung seit den 1950er Jahren seltener geworden. Das Sterben verlagert sich oft aufgrund abwegiger Vorstellungen über die medizinischen Möglichkeiten in die Akutabteilungen der Krankenhäuser. Obwohl sich Sterbende und ihre Angehörigen im Krankenhaus in dieser Situation insbesondere ärztlichen Beistand erhoffen, werden sie überwiegend von Pflegekräften begleitet, während sich Ärzte eher zurückziehen.
Zu Hause kann eine medizinische, pflegerische und psychosoziale Versorgung heute durch Angehörige, Hausärzte, ambulante Pflegedienste und – bei entsprechender Indikation – durch die Spezialisierte ambulante Palliativversorgung (SAPV) erfolgen, ergänzt durch das an vielen Orten bestehende Angebot einer ehrenamtlichen Sterbebegleitung durch Hospizdienste oder -vereine.

## Kritische Sicht auf den Umgang mit dem Sterben
Die ARD hat ihre Themenwoche „Leben mit dem Tod“ im Herbst 2012 damit begründet, dass der Tod als die größte Bedrohung des Lebens tabuisiert sei und damit aus dem gesellschaftlichen beziehungsweise öffentlichen Leben verbannt. Mit diesen oder ähnlichen Behauptungen beginnen fast alle Publikationen, die sich mit Sterben und Tod befassen. Sterbeforscher sind anderer Auffassung: „Sterben ist in aller Munde. Von einem Tabu kann nicht mehr die Rede sein.“, was sie detailliert begründen. Es gibt eine Fülle an Romanen, Sach- und Fachbüchern, Ratgeberbüchern und anderer Medien, die Sterben und Tod aus verschiedenen Blickwinkeln und mit verschiedenen Schwerpunkten beleuchten.
Seit Menschengedenken haben Menschen ein zwiespältiges Verhältnis zu Sterben und Tod: Sie fürchten Sterben und Tod und zugleich fühlen sie sich davon angezogen. Sie meiden die persönliche Berührung mit Sterben und Tod, zugleich können sie nicht genug davon mitbekommen, das aber nur aus sicherer Distanz. Dieser Umgang mit Sterben und Tod hat zur „Einsamkeit der Sterbenden in unseren Tagen“ geführt. Die Angst vor dem Sterben sorgt einerseits für Wachstum in der Gesundheitswirtschaft, andererseits ist sie aber auch der Grund für Kritik an den Akteuren und Institutionen derselben. Die Gesundheitsindustrie bietet Gesundheitsleistungen an, kann das Sterben aber nicht verhindern. Der größte Teil der Kritik bezieht sich auf die Bedingungen, unter denen Menschen heute sterben (müssen). Beklagt wird, dass sterbende Menschen immer mehr in Krankenhäuser und Altenheime abgeschoben würden und dort menschenunwürdig sterben müssten. Medizinische Überversorgung, Hochleistungsmedizin, Medikalisierung und die Verlängerung des Sterbeprozesses gegen den Willen des Sterbenden sowie die pflegerische, psychische und soziale Unterversorgung Sterbender insbesondere in Pflegeheimen sind Hauptkritikpunkte. Als ethisch problematisch wurden in den vergangenen Jahren beispielsweise lebensverlängernde Maßnahmen bei unheilbar Kranken diskutiert, wie beispielsweise das Verabreichen künstlicher Ernährung mittels PEG-Sonde. Unter anderem erhöht sich zum Beispiel die Sekretbildung durch zu viel (künstliche) Flüssigkeitszufuhr und kann eine Rasselatmung verstärken.
Ein heftig und kontrovers diskutiertes Thema geblieben ist die Antwort auf die Frage: „Darf der mündige Mensch, der sein Leben selbst in die Hand nimmt, nicht auch sein Sterben selbst in die Hand nehmen, wenn das Leben unerträglich geworden ist?“ Das deutsche Bundesverfassungsgericht formulierte dazu:

„Das allgemeine Persönlichkeitsrecht (Art. 2 Abs. 1 i.V.m. Art. 1 Abs. 1 GG) umfasst als Ausdruck persönlicher Autonomie ein Recht auf selbstbestimmtes Sterben.
Das Recht auf selbstbestimmtes Sterben schließt die Freiheit ein, sich das Leben zu nehmen. Die Entscheidung des Einzelnen, seinem Leben entsprechend seinem Verständnis von Lebensqualität und Sinnhaftigkeit der eigenen Existenz ein Ende zu setzen, ist im Ausgangspunkt als Akt autonomer Selbstbestimmung von Staat und Gesellschaft zu respektieren.“

Nachdem in der Schweiz die ersten Vereine für Freitodbegleitungen gegründet wurden, begann sich die in England schon etablierte Hospizbewegung mit dem Konzept der Palliative Care zu einer Gegenströmung zu entwickeln. Ein Ziel der modernen Hospiz- und Palliativbewegung ist, Sterben und Tod als Teil des Lebens ins gesellschaftliche Bewusstsein zu rücken. In den 00er Jahren entwickelten führende Organisationen (der Deutsche Hospiz- und PalliativVerband e. V. (DHPV), die Deutsche Gesellschaft für Palliativmedizin e. V. (DGP) sowie die Bundesärztekammer) dazu die Charta zur Betreuung schwerstkranker und sterbender Menschen in Deutschland. Sie enthält die Kernaussagen der Hospiz- und Palliativbewegung in Deutschland: Sterbende sollen angemessen begleitet werden und möglichst auch dort sterben, wo sie gelebt haben – zuhause. Deshalb wird der flächendeckende Ausbau und die Weiterentwicklung der Palliativ- und Hospizversorgung gefordert, die Gestaltung gesetzlicher Rahmenbedingungen für eine bessere Palliativ- und Hospizversorgung, die Vernetzung der zahlreichen ambulanten und stationären Einrichtungen und die Förderung der Forschung in Palliativmedizin und Sterbebegleitung. Mehr als 10 000 Einzelpersonen und annähernd 900 Institutionen haben die Charta seit ihrer Veröffentlichung im September 2010 unterzeichnet. Diese Resonanz zeigt die Bedeutung und den Einfluss der Hospiz- und Palliativbewegung. Doch der große Erfolg führt zu einem Institutionalisierungsprozess, der „Tendenzen zu einer standardisierten Sterbeversorgung“ aufweist, die ihrerseits kritisch beobachtet werden, insbesondere von den Pionieren der Hospizinitiativen.

## Trivia
Auf der griechischen Insel Delos (Kykladen) durfte in der Antike aus religiösen Gründen niemand geboren werden, niemand sterben und niemand begraben werden; dies war zudem gesetzlich verboten.
In jüngerer Vergangenheit ordneten Bürgermeister verschiedener Orte an, dass in ihrer Gemeinde niemand mehr sterben dürfe, da die dortigen Friedhöfe überfüllt waren:
- Frankreich
  - Le Lavandou (seit 2000)[68]
  - Cugnaux (seit 2007)[69][70]
  - Sarpourenx (seit 2008)[71]
- Spanien
  - Lanjarón (seit 2000)[72][72]

## Redewendungen undZitatezum Sterben
- „Mors certa, hora incerta“ (der Tod ist gewiss, seine Stunde ungewiss)
- Beten um eine gute Sterbestunde
- „…Jetzt und in der Stunde meines Absterbens. Amen.“ (frühere Fassung des Ave Maria)
- Wer früher stirbt, ist länger tot, Titel einer bayrischen Filmkomödie  des Regisseurs Markus H. Rosenmüller aus dem Jahr 2006
- „Leben heißt sterben.“
- Lehre uns bedenken, dass wir sterben müssen, auf dass wir klug werden. Psalm 90,12 LUT
- Oft denk’ ich an den Tod, den herben, / Und wie am End’ ich’s ausmach?! / Ganz sanft im Schlafe möcht ich sterben / Und tot sein, wenn ich aufwach! – Carl Spitzweg
- Glücklich, für den, wie nahe sie auch zusammenliegen mögen, die Stunde der Wahrheit vor der des Todes schlägt. – Marcel Proust
- Beim Sterben spielt sicher eine große Rolle, inwieweit und wie intensiv man die Möglichkeiten des Lebens in seinen Höhen und Tiefen ausgelotet und ausgeschöpft hat. – Hans-Peter Dürr in „Wir erleben mehr, als wir begreifen.“

## Filme
- Frederick Wiseman: Near Death, USA1989
- Allan King: Dying at Grace, Kanada 2003
- Wer früher stirbt, ist länger tot, deutsche Filmkomödie